# Brachymeria tachardiae
Brachymeria tachardiae är en stekelart som först beskrevs av Cameron 1913.  Brachymeria tachardiae ingår i släktet Brachymeria och familjen bredlårsteklar. Inga underarter finns listade.